# کلودت اربستر-ژوسلاند
کلودت اربستر-ژوسلاند (فرانسوی: Claudette Herbster-Josland‎؛ زادهٔ ۲۸ مارس ۱۹۴۶) شمشیرباز اهل فرانسه است.
وی در مسابقات کشوری و بین‌المللی در مجموع برندهٔ ۱ مدال نقره شده‌است.